# Алтавале
Алтава̀ле (на италиански: Altavalle) е община в Северна Италия, автономна провинция Тренто, автономен регион Трентино-Южен Тирол. Административен център на общината е село Фавер (Faver), което е разположено на 672 m надморска височина. Населението на общината е 1622 души (към 2018 г.).
Общината е създадена в 1 януари 2016 г. Тя се състои от четири предшествуващи общини Валда, Грауно, Грумес и Фавер, които сега са най-важните центрове на общината.